# Węgorzy Kąt
Węgorzy Kąt (niem. Aal Graben) – zatoka jeziora Dąbie wcinająca się od zachodu w wyspę Węgorzy Ostrów, na terenie województwa zachodniopomorskiego, w granicach miasta Szczecina; urzędowo pod nazwą Węgorzy Kąt od 13 maja 1949.